# 클레베르나무쌀쥐
클레베르나무쌀쥐(Oecomys cleberi)는 비단털쥐과 나무쌀쥐속에 속하는 설치류이다. [[브라질] 연방국에서만 알려져 있다. 근연종 단색나무쌀쥐(O. concolor)와 브라질나무쌀쥐(O. paricola)에 대한 분류학적 상태는 아직 해결되지 않은 상태이다.